# Mymaromella mira
Mymaromella mira is een vliesvleugelig insect uit de familie Mymarommatidae. De wetenschappelijke naam is voor het eerst geldig gepubliceerd in 1931 door Girault.